# Liste der Bodendenkmale in Sehnde
In der Liste der Bodendenkmale in Sehnde sind die Bodendenkmale der niedersächsischen Gemeinde Sehnde aufgeführt. Die Quelle ist der Denkmalatlas Niedersachsen. 

Sehnde in der Region Hannover

Der Stand der Liste ist der 19. Januar 2025.

## Allgemein
In den Spalten finden sich folgende Informationen des Bodendenkmales:
| Lage         | geographische Koordinaten                                                           |
| Bezeichnung  | Bezeichnung lt. Denkmalatlas                                                        |
| Beschreibung | Beschreibung lt. Denkmalatlas                                                       |
| ID           | Objekt-ID                                                                           |
| Bild         | Bild, ggf. zusätzlich mit Link zu weiteren Fotos im Medienarchiv Wikimedia Commons. |

## Bilm
| Lage                        | Bezeichnung          | Beschreibung | ID       | Bild |
| --------------------------- | -------------------- | --- | -------- | ---- |
| 52° 20′ 31″ N, 9° 54′ 20″ O | Bilm 11, Rottekuhlen | Auf einer Fläche von ca. 100 × 70 m liegen in unregelmäßiger Anordnung etwa 74 sehr gut erhaltene Rottekuhlen. Sie sind rund und zum großen Teil mit Wasser gefüllt; wenige sind ausgetrocknet. Die mit am besten erhaltenen in der Region Hannover. | 28971758 | BW   |

### Bilm 1
- ID:28971757
- Gruppe von sieben Grabhügeln, Dm. 10 – 13 m, H. 0,4 – 0,5 m. Aus einem wurde vor 1914 eine Urnenbestattung der frühen vorrömischen Eisenzeit mit Rauhtopf und Beigefäß ausgegraben.

| Lage                        | Bezeichnung | Beschreibung                                                                        | ID       | Bild |
| --------------------------- | ----------- | ----------------------------------------------------------------------------------- | -------- | ---- |
| 52° 19′ 36″ N, 9° 55′ 10″ O | Bilm 1      | Durchmesser ca. 12 m und Höhe ca. 0,4 m. Über den Hügel verläuft ein Waldweg.       | 28971654 | BW   |
| 52° 19′ 37″ N, 9° 55′ 9″ O  | Bilm 2      | Durchmesser ca. 12 m und Höhe ca. 0,5 m.                                            | 28971750 | BW   |
| 52° 19′ 37″ N, 9° 55′ 8″ O  | Bilm 3      | Durchmesser ca. 12 m und Höhe ca. 0,5 m.                                            | 28971751 | BW   |
| 52° 19′ 38″ N, 9° 55′ 8″ O  | Bilm 4      | Durchmesser ca. 10 m und Höhe ca. 0,4 m.                                            | 28971752 | BW   |
| 52° 19′ 40″ N, 9° 55′ 7″ O  | Bilm 5      | Durchmesser ca. 12 m und Höhe ca. 0,4 m. Über den Hügel verläuft ein Waldweg.       | 28971648 | BW   |
| 52° 19′ 39″ N, 9° 55′ 9″ O  | Bilm 6      | Durchmesser ca. 12 m und Höhe ca. 0,45 m.                                           | 28971753 | BW   |
| 52° 19′ 38″ N, 9° 55′ 10″ O | Bilm 7      | Durchmesser ca. 13 m und Höhe ca. 0,5 m. Durch den Hügel führt ein alter Grenzwall. | 28971755 | BW   |

## Müllingen

### Müllingen 1
- ID:28971769
- Ursprünglich ca. 37 Grabhügel, beim Autobahnbau wurden einige zerstört, sechs wurden durch I. Gabriel 1960 ausgegraben. Sie enthielten Bestattungen der mittleren Bronzezeit sowie der vorrömischen Eisenzeit/römischen Kaiserzeit. Elf mit 10 – 14 m Durchmesser und 0,3 – 0,7 m Höhe sind erhalten.

| Lage                        | Bezeichnung  | Beschreibung                                                                         | ID       | Bild |
| --------------------------- | ------------ | ------------------------------------------------------------------------------------ | -------- | ---- |
| 52° 18′ 11″ N, 9° 52′ 44″ O | Müllingen 1  | Durchmesser ca. 14 m und Höhe ca. 0,6 m.                                             | 28971760 | BW   |
| 52° 18′ 10″ N, 9° 52′ 44″ O | Müllingen 2  | Durchmesser ca. 12 m und Höhe ca. 0,6 m.                                             | 28971756 | BW   |
| 52° 18′ 10″ N, 9° 52′ 45″ O | Müllingen 3  | Durchmesser ca. 10 m und Höhe ca. 0,35 m.                                            | 28971759 | BW   |
| 52° 18′ 11″ N, 9° 52′ 46″ O | Müllingen 4  | Durchmesser ca. 12 m und Höhe ca. 0,6 m.                                             | 28971762 | BW   |
| 52° 18′ 9″ N, 9° 52′ 45″ O  | Müllingen 5  | Durchmesser ca. 12 m und Höhe ca. 0,5 m.                                             | 28971754 | BW   |
| 52° 18′ 9″ N, 9° 52′ 47″ O  | Müllingen 6  | Durchmesser ca. 14 m und Höhe ca. 0,7 m. Autobahnmeisterei hat hier Müll abgelagert. | 28971764 | BW   |
| 52° 18′ 9″ N, 9° 52′ 49″ O  | Müllingen 7  | Durchmesser ca. 12 m und Höhe ca. 0,5 m.                                             | 28971763 | BW   |
| 52° 18′ 10″ N, 9° 52′ 49″ O | Müllingen 8  | Durchmesser ca. 12 m und Höhe ca. 0,45 m. Über den Hügelrand verläuft ein Waldweg.   | 28971766 | BW   |
| 52° 18′ 8″ N, 9° 52′ 50″ O  | Müllingen 9  | Durchmesser ca. 13 m und Höhe ca. 0,65 m. Über den Hügel führt ein alter Waldweg.    | 28971768 | BW   |
| 52° 18′ 8″ N, 9° 52′ 48″ O  | Müllingen 10 | Durchmesser ca. 12 m und Höhe ca. 0,5 m. Autobahnmeisterei hat hier Müll abgelagert. | 28971765 | BW   |
| 52° 18′ 9″ N, 9° 52′ 50″ O  | Müllingen 11 | Durchmesser ca. 10 m und Höhe ca. 0,3 m. Ohne Bewuchs.                               | 28971770 | BW   |

## Rethmar
| Lage                       | Bezeichnung                | Beschreibung | ID       | Bild |
| -------------------------- | -------------------------- | --- | -------- | ---- |
| 52° 18′ 48″ N, 10° 0′ 9″ O | Rethmar 17, Schloß Rethmar | Von der mittelalterlichen im 14. Jh. bezeugten Burganlage sind obertägig keine Reste mehr vorhanden. Möglicherweise gehen die noch vorhandenen Grabenstrukturen um den Schlossplatz auf die alte Burg zurück. Bis um 1850 führte der Graben noch Wasser. Nach einer Thermoluminiszenz-Datierung ist der Keller im heutigen Hauptgebäude ein Überbleibsel des Burgturms (um 1323 ±138 erbaut). | 38633630 |      |

## Wassel
| Lage                        | Bezeichnung          | Beschreibung | ID       | Bild |
| --------------------------- | -------------------- | --- | -------- | ---- |
| 52° 18′ 57″ N, 9° 55′ 42″ O | Wassel 1, Burg       | Der älteste Bericht zu dieser Wallanlage stammt aus dem Regierungsinventar von 1895: „Ringförmig aufgeführter Erdwall. Der äußere Umfang beträgt etwa 220 m, die Breite etwa 15 m, die Höhe 2 bis 2,5 m. Zwei Seiten können wegen ihrer steilen Höhe nicht beackert werden“. Laut Bericht des Provinzialkonservators J. Reimers war der Burggraben der bis dahin offensichtlich gut erhaltenen Burg um 1860 verfüllt worden. Seit dieser Zeit wurde der noch 2,5 m hoch erhaltene Wall von dem Grundstücksbesitzer zur Bodenverbesserung abgetragen. | 28971772 | BW   |
| 52° 19′ 8″ N, 9° 55′ 57″ O  | Wassel 2, Wallanlage | Die Burg bestand aus einem Ringwall von ca. 100 m Durchmesser, dem vermutlich ein Graben vorgelagert war. Eine Sondage ergab, dass der Wall ursprünglich als Holz-Erde-Konstruktion angelegt war und später mit einer Blendmauer versehen wurde. Im Wall und im Innenraum wurden verschiedene Fundamentreste angetroffen, klare Anhaltspunkte für eine Datierung ergaben sich dabei aber nicht. Heute ist nur noch ein geringer Rest des Walles östlich der Kirche vorhanden, bis 1895 muss noch deutlich mehr existiert haben. Der Sage nach ist die Kirche aus den Steinen einer „untergegangenen Burg“ errichtet worden. Möglicherweise als Stammsitz der seit 1110 bezeugten Herren von Wassel als Lehnsmänner des Bistums Hildesheim zu interpretieren. | 28971761 | BW   |